# FM 후쿠시마
FM후쿠시마는 일본의 FM라디오 방송국으로 1995년 10월 1일 개국했으며 후쿠시마현에서 방송을 실시하고 있다.
JFN에 가맹했으며 애칭은 후쿠시마FM(ふくしまFM), 콜사인은 JOTV-FM이다.

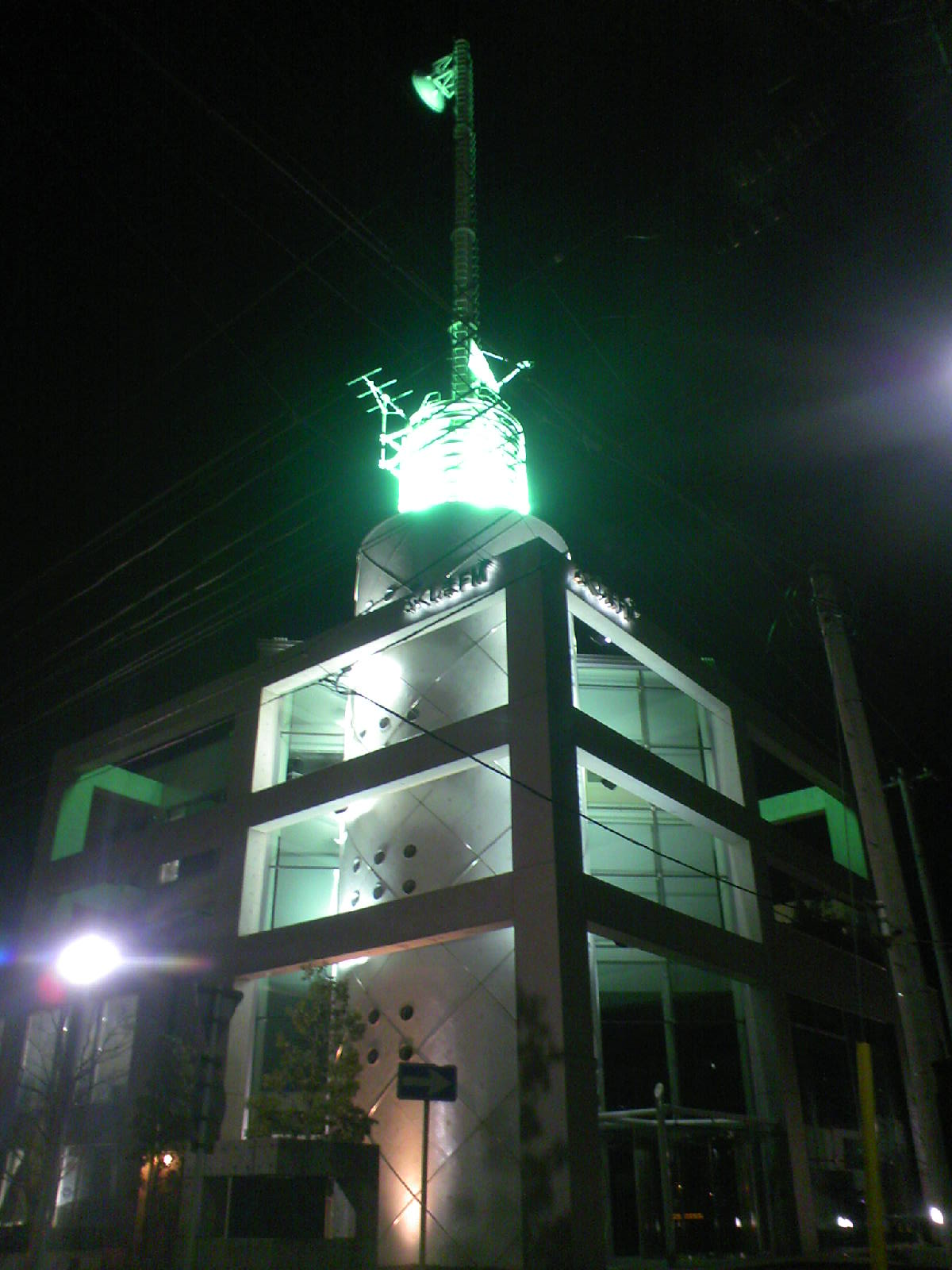
FM후쿠시마

## 연혁
- 1995년 3월 2일 주식회사 에프엠 후쿠시마 설립.
- 1995년 10월 1일 일본 45번째 민영 FM방송국으로 개국
- 2005년 10월 1일 본사를 후쿠시마에서 고리야마로 이전하면서 스튜디오를 고리야마시에 신설.

## 주파수
- 후쿠시마·고리야마 방송국:81.8MHz(출력:1kW)
- 이와키 중계국:78.6MHz(출력:100W)
- 하라마치 중계국:78.6MHz(출력:100W)
- 시라가와 중계국:79.8MHz(출력:100W)
- 아이즈와카마쓰 중계국:82.8MHz(출력:250W)

## 보충서술
- 자본상 여유가 없어서 일부 지역에 중계국을 설치하지 않았다.
- 명절 시즌이 되면 잘 방송되지 않던 화과자 가게 광고를 자주 방송한다.
- 라디오 후쿠시마 다음으로 청취율이 높다.

## 후쿠시마현에 있는 다른 텔레비전·라디오 방송국
- NHK 후쿠시마 방송국
- 후쿠시마 중앙 TV(FCT)(니혼 TV 계열)
- 후쿠시마 방송(KFB)(TV 아사히 계열)
- TV-U 후쿠시마(TUF)(도쿄 방송 계열)
- 후쿠시마 TV(FTV)(후지 TV 계열)
- 라디오 후쿠시마(RFC)(JRN·NRN 계열)